# Nochascypha stricta
Nochascypha stricta är en svampart som beskrevs av Agerer 1983. Nochascypha stricta ingår i släktet Nochascypha och familjen Marasmiaceae.   Inga underarter finns listade i Catalogue of Life.